# Vanadi(III) bromide
Vanadi(III) bromide, còn được gọi là vanadi tribromide, là một hợp chất vô cơ có công thức hóa học VBr3. Nó là một polyme với ion bát diện bát giác vanadi(III) được bao quanh bởi sáu phối tử bromide.

## Điều chế
VBr3 được điều chế bằng cách xử lý vanadi(IV) chloride bằng hydro bromide: 
2VCl4 + 8HBr → 2VBr3 + 8HCl + Br2
Phản ứng cũng tạo VBr3 là tiến hành phân hủy vanadi(IV) bromide không ổn định (VBr4), giải phóng Br2 gần nhiệt độ phòng.
Các dung dịch được điều chế từ VBr3 chứa cation trans-[VBr2(H2O)4]+. Sự bay hơi của dung dịch này tạo ra muối trans-[VBr2(H2O)4]Br.

## Hợp chất khác
- Giống như VCl3, VBr3 tạo thành các phức màu nâu đỏ tan được trong nước với đimethoxyetan và THF, chẳng hạn như mer-VBr3(THF)3.[3]
- VBr3 còn tạo một số hợp chất với NH3, như VBr3·xNH3 (x = 6, 7) là tinh thể màu nâu sáng.[4][5]
- VBr3 còn tạo một số hợp chất với CO(NH2)2, như VBr3·6CO(NH2)2·3H2O là tinh thể màu lục lam sáng.[6]